# Elatine minima
Elatine minima är en slamkrypeväxtart som först beskrevs av Thomas Nuttall, och fick sitt nu gällande namn av Fisch. och Mey.. Elatine minima ingår i släktet slamkrypor, och familjen slamkrypeväxter. Inga underarter finns listade i Catalogue of Life.